# مارك توماس
مارك توماس (30 يناير 1977 بنورتش في المملكة المتحدة - ) (بالإنجليزية: Mark Thomas)‏ هو لاعب كريكت بريطاني. لعب مع Cambridgeshire County Cricket Club ‏ وNorfolk County Cricket Club ‏.

## وصلات خارجية
- مارك توماس على موقع إي آس بي آن كريك إنفو (الإنجليزية)